# 1-clorobutano
L'1-clorobutano è un alogenuro alchilico a catena satura di formula CH3CH2CH2CH2Cl, abbreviata CH3(CH2)3Cl, facente parte della categoria degli organocloruri. In condizioni standard appare come un liquido incolore dall'odore caratteristico (descritto come pungente), praticamente insolubile in acqua ma ben miscibile con etanolo e dietiletere. Trova impiego a livello industriale come solvente e nelle sintesi organiche.

## Sintesi
L'1-clorobutano può essere ottenuto per irradiazione di una soluzione a base di etilene ed acido cloridrico con cobalto-60:
2H2C=CH2 + HCl → CH3-CH2-CH2-CH2-Cl
Un altro metodo utilizzato per ottenere l'1-clorobutanolo consiste nel far reagire a caldo 1-butanolo ed acido cloridrico in presenza di cloruro di zinco anidro:
CH3-CH2-CH2-CH2-OH + HCl → CH3-CH2-CH2-CH2-Cl + H2O

## Reattività
L'1-clorobutano è in grado di reagire con magnesio metallico in ambiente anidro costituito da un solvente idrocarburico (in genere eptano) per dare di-n-butilmagnesio:
2CH3CH2CH2CH2Cl + Mg → Mg(CH2CH2CH2CH3)2 + Cl2
Sempre in ambiente anidro idrocarburico (tendenzialmente costituito da esano e/o cicloesano), l'1-clorobutano può reagire con litio metallico per dare la formazione di n-butillitio

## Utilizzo
L'1-clorobutano viene principalmente utilizzato come solvente e come agente alchilante nelle sintesi chimiche. Trova anche impiego in veterinaria per le sue proprietà antielmintiche.